# Silvinho (football, 1958)
Pour les articles homonymes, voir Silvinho.
Silvio Paiva, dit Silvinho (né le 13 novembre 1958 à Franca), est un footballeur brésilien. Il participe aux Jeux olympiques d'été de 1984, remportant la médaille d'argent avec le Brésil.

## Biographie

### En club
Silvinho évolue au Brésil et au Portugal. Il dispute 91 matchs en première division brésilienne, inscrivant 16 buts. Il joue également 174 matchs en première division portugaise, marquant 25 buts.
Au sein des compétitions européennes, il joue un match en Coupe de l'UEFA, et sept matchs en Coupe des coupes. Il est quart de finaliste de la Coupe des Coupes en 1988 avec le Sporting Portugal.

### En équipe nationale
Il participe aux Jeux olympiques d'été de 1984 organisés à Los Angeles. Lors du tournoi olympique, il joue six matchs, inscrivant un but. Le Brésil est battu en finale par l'équipe de France.

## Palmarès

### équipe du Brésil
- Jeux olympiques de 1984 :
  -  Médaille d'argent.

### SC Internacional
- Championnat du Rio Grande do Sul :
  - Vainqueur : 1981, 1982, 1983 et 1984.